# 斯利克利扎德煤營 (肯塔基州)
斯利克利扎德煤營（英語：Slick Lizard Coal Camp）是位於美國肯塔基州諾克斯縣的一個鬼鎮。

## 地理
斯利克利扎德煤營所處的海拔為高於海平面315米（即1033英呎），而該地所採用的時區為UTC-5，即北美東部時區（EST）。同時該地設有夏令時間，為UTC-5調快一小時，即UTC-4（EDT）。